# (5721) 1984 SO5
(5721) 1984 SO5 es un asteroide perteneciente al cinturón de asteroides descubierto el 18 de septiembre de 1984 por Henri Debehogne desde el Observatorio de La Silla, Chile.

## Designación y nombre
Designado provisionalmente como 1984 SO5.

## Características orbitales
1984 SO5 está situado a una distancia media del Sol de 2,684 ua, pudiendo alejarse hasta 3,012 ua y acercarse hasta 2,356 ua. Su excentricidad es 0,122 y la inclinación orbital 4,665 grados. Emplea 1606,78 días en completar una órbita alrededor del Sol.

## Características físicas
La magnitud absoluta de 1984 SO5 es 13,4. Tiene 8,479 km de diámetro y su albedo se estima en 0,129. 